# Борча
Борча је градско насеље у Београду, које се налази на територији градске општине Палилула. Према попису из 2022. има 51.862 становника (према попису из 2011. било је 46.086 становника). Линије градског превоза које саобраћају кроз Борчу су 85 (Баново брдо — Борча 3), 95 (Нови Београд /Блок 45/ — Борча 3), 96 (Железничка станица Панчевачки мост — Борча 3), 104 (Омладински стадион — Црвенка) 105 (Омладински стадион — Овча) и 105Л (Земун /Бачка/ — Овча).

## Историја

### Рана историја
Најранији археолошки остаци у близини модерног насеља Борче су из бронзаног и гвозденог доба, али медаљони, фигурине и ковани новац из 3. или 4. века пре нове ере су такође пронађени. Због мочварног подручје, није много сачувано, али су пронађени остаци који потврђују присуство Јазига, Сармата и Римљана.

### Краљевина Угарска и Османско царство
Угарски краљ Жигмунд Луксембуршки је током друге половине септембра 1427. године логоровао у Борчи, што уједно представља и најстарији до сада познати помен насеља. Борча се спомиње под именом Barcsa (или Bercse). Насеље је припадало Краљевини Угарској, мада је могуће да његово име има словенске корене (име Barcsa вероватно потиче од словенске речи „бара"), што указује положај насеља у мочварним подручју Панчевачког рита). Године 1537. насеље су заузели Турци и укључили га у Смедеревски санџак и дали му статус вакуфа. Већ 1567. Борча је претежно насељена Србима. За време аустријско-турских ратова, Борча је постала центар турске пограничне зоне и била је добро утврђена после Карловачког мира, али су је Аустријанци ипак освојили 1717, а Пожаревачким миром 1718. званично је предата Хабзбуршкој монархији.
Овде се налази Основна школа Стеван Сремац у Борчи.

## Хабзбуршка монархија
Након Београдског мира 1739. Хабзбуршка монархија је била у обавези да сруши утврђења, али је због избијања куге 1743. читаво село Борча спаљено до темеља. Ново насеље је настало око куле Стара Борча (Alt Borcsa) 1794. које је постала центар општине као део Банатске крајине, дела хабсбуршке Војне крајине. Када је 1797. године пописан православни клир у Старој Борчи је био један свештеник. Ту је у парохијској филијали служио поп Стефан Берић (рукоп. 1797) који се служио српским и румунским језиком.
Године 1848-1849, Борча је припадала Српској Војводини, српској аутономној области у оквиру Хабсбуршке монархије, али је 1849. године опет стављена под управу Војне крајине. Након трансформације у Хабсбуршке монархије у Аустроугарску 1867. године и укидања Војне крајине 27. јуна 1873. године. Борча је постала део угарске половине монархије, као део Панчевачког дистрикта Торонталске жупаније са седиштем у данашњем Зрењанину. У пролеће 1888. године високе воде Дунава су поплавиле место. Страдале су многе куће а сви становници се иселили, пре свега у Панчево. Борчу је накратко заузела српска војска у Првом светском рату (од 6. септембра до 14. октобра 1914).

## Југославија и Србија
Како је Панчевачки рит био плавно земљиште, за време изузетно високог водостаја Дунава (нарочито 1826, 1888. и 1924), цела област и насеља су потпуно потопљена, што је претворило мочвару у велико језеро. Забележено је да су током поплаве 1924. спасилачки бродови морали да маневришу између телефонских стубова, а да су мртви сахрањивани из чамаца. У периоду 1929-1933. изграђен је 89 километара дуг насип која штити од даљег плављења Борче. У исто време, саграђени су друм и железничка пруга који повезују Борчу са Београдом. су такође градили.
Након слома Аустроугарске 1918, Борча је постала део Краљевине Срба, Хрвата и Словенаца (будуће Краљевине Југославије), пошто је српска војска ушла у насеље 9. новембра 1918. Од 1918. до 1922. Борча је била део Банатске области, од 1922. до 1929. део Београдске области, а од 1929. до 1941. део управе града Београда (Панчевачки округ). Између 1941. и 1944. Борчу је окупирала немачка војска и укључила ју је у аутономни регион Банат под немачком управом.
Године 1949. општина је распуштена, а цео простор од Панчевачког рита постао је Девети рејон Београда. Борча је поново добила своју општину 30. маја 1952, али је 1955. са општинама Овча, Крњача и Падинска Скела спојена у општину Крњача. Ова општина је касније припојена београдској општини Палилула 1965.

## Демографија
У насељу Борча живи 27685 пунолетних становника, а просечна старост становништва износи 36,8 година (35,9 код мушкараца и 37,7 код жена). У насељу има 11668 домаћинстава, а просечан број чланова по домаћинству је 3,01.
Ово насеље је углавном насељено Србима (према попису из 2002. године), а у последња три пописа, примећен је пораст у броју становника.
|             | \| Демографија[5] \| Демографија[5] \| Демографија[5] \| \| Година \| Становника \| Становника \| \| -------------- \| -------------- \| -------------- \| \| 1948. \| 3.532 \| \| \| 1953. \| 3.384 \| \| \| 1961. \| 4.330 \| \| \| 1971. \| 9.487 \| \| \| 1981. \| 18.549 \| \| \| 1991. \| 26.895 \| 26.090 \| \| 2002. \| 35.150 \| 35.909 \| \| 2011. \| 46.086 \| \| \| 2022. \| 51.862 \| \| |            |
| Демографија | |            |
| Година      | Становника | Становника |
| 1948.       | 3.532 |            |
| 1953.       | 3.384 |            |
| 1961.       | 4.330 |            |
| 1971.       | 9.487 |            |
| 1981.       | 18.549 |            |
| 1991.       | 26.895 | 26.090     |
| 2002.       | 35.150 | 35.909     |
| 2011.       | 46.086 |            |
| 2022.       | 51.862 |            |

| Етнички састав према попису из 2002.‍ | Етнички састав према попису из 2002.‍ | Етнички састав према попису из 2002.‍ | Етнички састав према попису из 2002.‍ | Етнички састав према попису из 2002.‍ |
| ------------------------------------ | ------------------------------------ | ------------------------------------ | ------------------------------------ | ------------------------------------ |
|                                      |                                      |                                      |                                      |                                      |
| Срби                                 | Срби                                 |                                      | 30.479                               | 86,71%                               |
| Роми                                 | Роми                                 |                                      | 1.296                                | 3,68%                                |
| Југословени                          | Југословени                          |                                      | 474                                  | 1,34%                                |
| Горанци                              | Горанци                              |                                      | 464                                  | 1,32%                                |
| Црногорци                            | Црногорци                            |                                      | 355                                  | 1,00%                                |
| Муслимани                            | Муслимани                            |                                      | 271                                  | 0,77%                                |
| Македонци                            | Македонци                            |                                      | 240                                  | 0,68%                                |
| Хрвати                               | Хрвати                               |                                      | 232                                  | 0,66%                                |
| Мађари                               | Мађари                               |                                      | 98                                   | 0,27%                                |
| Албанци                              | Албанци                              |                                      | 87                                   | 0,24%                                |
| Бугари                               | Бугари                               |                                      | 43                                   | 0,12%                                |
| Бошњаци                              | Бошњаци                              |                                      | 40                                   | 0,11%                                |
| Руси                                 | Руси                                 |                                      | 25                                   | 0,07%                                |
| Немци                                | Немци                                |                                      | 21                                   | 0,05%                                |
| Словенци                             | Словенци                             |                                      | 19                                   | 0,05%                                |
| Словаци                              | Словаци                              |                                      | 18                                   | 0,05%                                |
| Румуни                               | Румуни                               |                                      | 18                                   | 0,05%                                |
| Украјинци                            | Украјинци                            |                                      | 10                                   | 0,02%                                |
| Чеси                                 | Чеси                                 |                                      | 5                                    | 0,01%                                |
| Русини                               | Русини                               |                                      | 1                                    | 0,00%                                |
| Власи                                | Власи                                |                                      | 1                                    | 0,00%                                |
| непознато                            | непознато                            |                                      | 310                                  | 0,88%                                |

| \| \| м \| \| \| ж \| \| ? \| 87 \| \| \| 70 \| \| 80+ \| 98 \| \| \| 198 \| \| 75—79 \| 182 \| \| \| 333 \| \| 70—74 \| 408 \| \| \| 557 \| \| 65—69 \| 732 \| \| \| 872 \| \| 60—64 \| 1.006 \| \| \| 929 \| \| 55—59 \| 999 \| \| \| 993 \| \| 50—54 \| 1.276 \| \| \| 1.530 \| \| 45—49 \| 1.402 \| \| \| 1.540 \| \| 40—44 \| 1.243 \| \| \| 1.341 \| \| 35—39 \| 1.286 \| \| \| 1.295 \| \| 30—34 \| 1.354 \| \| \| 1.346 \| \| 25—29 \| 1.404 \| \| \| 1.477 \| \| 20—24 \| 1.362 \| \| \| 1.282 \| \| 15—19 \| 1.259 \| \| \| 1.209 \| \| 10—14 \| 1.085 \| \| \| 1.076 \| \| 5—9 \| 1.062 \| \| \| 1.039 \| \| 0—4 \| 957 \| \| \| 861 \| \| Просек : \| 35,9 \| \| \| 37,7 \| |       |  |  |       |
| |       |  |  |       |
| | м     |  |  | ж     |
| ? | 87    |  |  | 70    |
| 80+ | 98    |  |  | 198   |
| 75—79 | 182   |  |  | 333   |
| 70—74 | 408   |  |  | 557   |
| 65—69 | 732   |  |  | 872   |
| 60—64 | 1.006 |  |  | 929   |
| 55—59 | 999   |  |  | 993   |
| 50—54 | 1.276 |  |  | 1.530 |
| 45—49 | 1.402 |  |  | 1.540 |
| 40—44 | 1.243 |  |  | 1.341 |
| 35—39 | 1.286 |  |  | 1.295 |
| 30—34 | 1.354 |  |  | 1.346 |
| 25—29 | 1.404 |  |  | 1.477 |
| 20—24 | 1.362 |  |  | 1.282 |
| 15—19 | 1.259 |  |  | 1.209 |
| 10—14 | 1.085 |  |  | 1.076 |
| 5—9 | 1.062 |  |  | 1.039 |
| 0—4 | 957   |  |  | 861   |
| Просек : | 35,9  |  |  | 37,7  |

| Година пописа     | 1948. | 1953. | 1961. | 1971. | 1981. | 1991. | 2002.  |
| ----------------- | ----- | ----- | ----- | ----- | ----- | ----- | ------ |
| Број домаћинстава | 742   | 902   | 1.200 | 2.729 | 5.808 | 8.152 | 11.668 |

| Број чланова      | 1     | 2     | 3     | 4     | 5   | 6   | 7   | 8  | 9  | 10 и више | Просек |
| ----------------- | ----- | ----- | ----- | ----- | --- | --- | --- | -- | -- | --------- | ------ |
| Број домаћинстава | 2.047 | 2.562 | 2.536 | 3.067 | 910 | 374 | 115 | 35 | 14 | 8         | 3,01   |

| Пол    | Укупно | Неожењен/Неудата | Ожењен/Удата | Удовац/Удовица | Разведен/Разведена | Непознато |
| ------ | ------ | ---------------- | ------------ | -------------- | ------------------ | --------- |
| Мушки  | 14.098 | 4.492            | 8.738        | 435            | 382                | 51        |
| Женски | 14.972 | 3.595            | 8.811        | 1.744          | 788                | 34        |
| УКУПНО | 29.070 | 8.087            | 17.549       | 2.179          | 1.170              | 85        |

| Пол    | Укупно                    | Пољопривреда, лов и шумарство | Рибарство                            | Вађење руде и камена | Прерађивачка индустрија       |
| ------ | ------------------------- | ----------------------------- | ------------------------------------ | -------------------- | ----------------------------- |
| Мушки  | 7.094                     | 521                           | 9                                    | 5                    | 1.660                         |
| Женски | 5.574                     | 256                           | 0                                    | 2                    | 1.073                         |
| Укупно | 12.668                    | 777                           | 9                                    | 7                    | 2.733                         |
|        |                           |                               |                                      |                      |                               |
| Пол    | Производња и снабдевање   | Грађевинарство                | Трговина                             | Хотели и ресторани   | Саобраћај, складиштење и везе |
| Мушки  | 155                       | 765                           | 1.202                                | 210                  | 920                           |
| Женски | 30                        | 156                           | 1.231                                | 277                  | 290                           |
| Укупно | 185                       | 921                           | 2.433                                | 487                  | 1.210                         |
|        |                           |                               |                                      |                      |                               |
| Пол    | Финансијско посредовање   | Некретнине                    | Државна управа и одбрана             | Образовање           | Здравствени и социјални рад   |
| Мушки  | 66                        | 320                           | 313                                  | 134                  | 166                           |
| Женски | 144                       | 338                           | 230                                  | 380                  | 782                           |
| Укупно | 210                       | 658                           | 543                                  | 514                  | 948                           |
|        |                           |                               |                                      |                      |                               |
| Пол    | Остале услужне активности | Приватна домаћинства          | Екстериторијалне организације и тела | Непознато            | Непознато                     |
| Мушки  | 409                       | 1                             | 3                                    | 235                  | 235                           |
| Женски | 276                       | 8                             | 3                                    | 98                   | 98                            |
| Укупно | 685                       | 9                             | 6                                    | 333                  | 333                           |

## Познате личности
- Николина Молдован, српска кајакашица
- Оливера Молдован, српска кајакашица
- Саша Здјелар, српски фудбалер
- Владимир Коларић, српски прозни и драмски писац, теоретичар уметности и културе и преводилац

## Галерија слика
- Православна црква Преноса моштију Светог Оца Николаја у Борчи
- Стадион Визељ парк
- Споменик у Панчеву посвећен стрељаним Борчанима 1914.
- Католичка црква Узвишења светог Крижа у Борчи
- Улица у старијем делу Борче
- Улица у новијем делу Борче
- Канал Визељ у Борчи